# Equilibratge de rodes

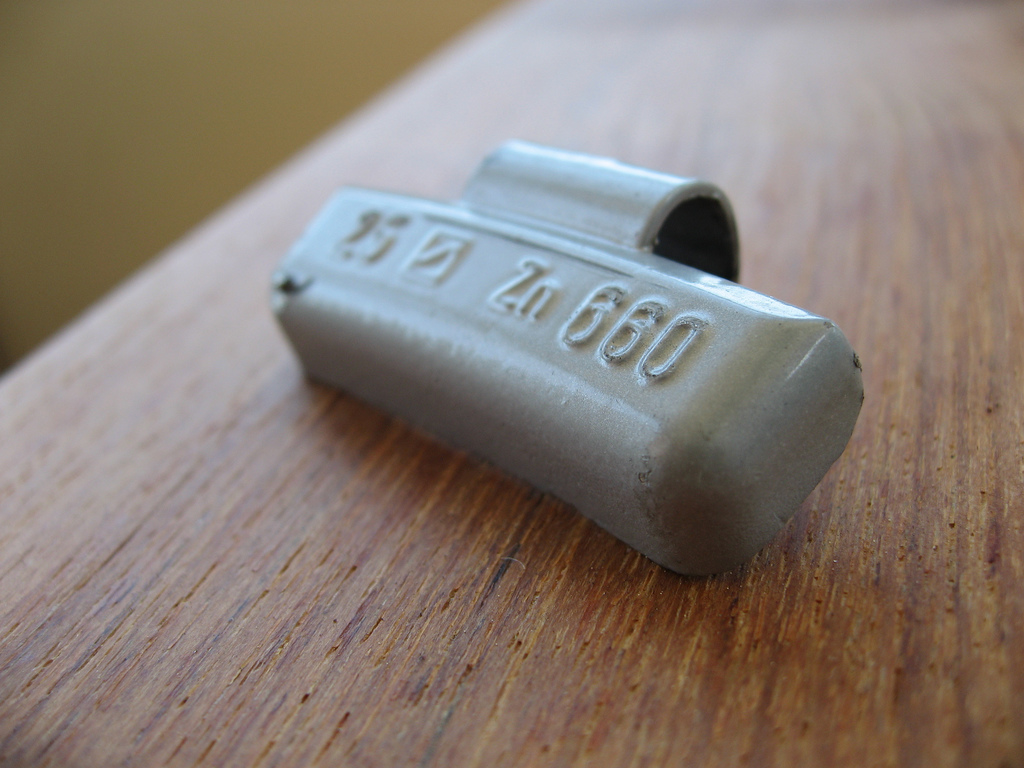
25 g de pes de pneumàtic de zinc

L'equilibratge de rodes, o equilibrament de pneumàtics, consisteix en controlar i corregir la distribució de la massa dins d’un pneumàtic d'un automòbil o de tota la roda (inclosa la llanta) sobre la qual està muntat,.per assegurar-se que la vibració residual se situa dins de límits acceptables.
Quan la roda gira, les asimetries en la distribució de la seva massa poden fer que apliqui forces i parells periòdics a l'eix, cosa que pot causar pertorbacions en la conducció, normalment com a vibracions verticals i laterals, i això també pot fer que el volant oscil·li. La freqüència i la magnitud d’aquesta pertorbació del trajecte sol augmentar amb la velocitat i les suspensions del vehicle poden excitar-se quan la freqüència de rotació de la roda és igual a la freqüència de ressonància de la suspensió.
El equilibratge dels pneumàtics es mesura a les fàbriques i als tallers de reparació mitjançant dos mètodes: amb equilibratges estàtics i amb equilibratges dinàmics. Els pneumàtics amb grans desequilibris es degraden o es rebutgen. Quan els pneumàtics s'instal·len a les rodes al punt de venda, es tornen a mesurar en una màquina d’equilibrar i s'apliquen contrapesos de correcció per contrarestar el seu desequilibri combinat. Els pneumàtics es poden reequilibrar si el conductor percep una vibració excessiva. L'equilibri dels pneumàtics és diferent de l’ alineació de les rodes.

## Equilibri estàtic

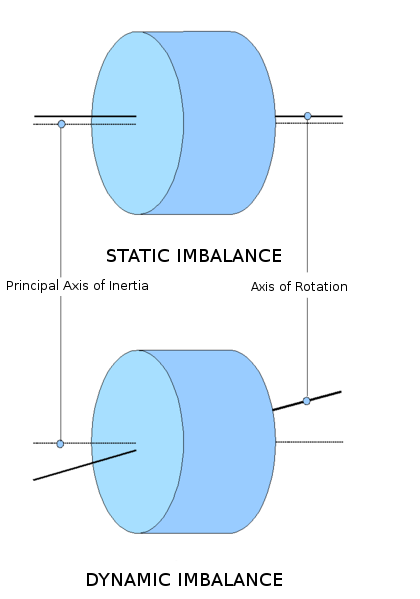
Física del desequilibri dels pneumàtics

L'equilibri estàtic requereix que el centre de massa de la roda estigui situat al seu eix de rotació, generalment al centre de l'eix sobre el qual està muntada. L'equilibri estàtic es pot mesurar mitjançant una màquina d’equilibri estàtic on el pneumàtic es col·loca sobre un fus vertical que no gira. Si el centre de massa del pneumàtic no es troba en aquest eix vertical, la gravetat farà que l'eix es desviï. La quantitat de deflexió indica la magnitud del desequilibri i l'orientació de la deflexió indica la ubicació angular del desequilibri. A les fàbriques de fabricació de pneumàtics, els equilibradors estàtics utilitzen sensors muntats al conjunt del cargol. A les botigues al detall de pneumàtics, els equilibratges estàtics solen ser equilibratges de bombolles no rotatius, on la magnitud i l’angle del desequilibri s'indica mitjançant la bombolla central en un manòmetre de vidre ple d’oli. Tot i que algunes botigues molt petites que no tenen màquines especialitzades segueixen fent aquest procés, han estat substituïdes en gran manera en botigues més grans per màquines.

## Equilibri dinàmic
L'equilibri dinàmic requereix que un eix principal del moment d'inèrcia del pneumàtic estigui alineat amb l'eix al voltant del qual gira el pneumàtic, generalment l'eix sobre el qual està muntat. A la fàbrica de pneumàtics, el pneumàtic i la roda estan muntats en una roda de prova de la màquina d’equilibri, el conjunt es gira a 100 RPM (10 a 15) mph amb sensors recents d’alta sensibilitat) o superior, 300 RPM (55 a 60 mph amb sensors típics de baixa sensibilitat) i les forces de desequilibri es mesuren mitjançant sensors. Aquestes forces es resolen en valors estàtics i de parella per als plans interior i exterior de la roda, i es comparen amb la tolerància de desequilibri (els límits màxims de fabricació permesos). Si no es comprova el pneumàtic, pot provocar vibracions a la suspensió del vehicle sobre el qual està muntat. A les botigues minoristes de pneumàtics, els conjunts de pneumàtics / rodes es comproven en un equilibratge de gir, que determina la quantitat i l’angle de desequilibri. Els contrapesos d’equilibri s'adapten a les brides exterior i interior de la roda.
Tot i que l'equilibri dinàmic és teòricament millor que l'equilibri estàtic, ja que es poden mesurar i corregir els desequilibris tant dinàmics com estàtics, la seva eficàcia es discuteix a causa de la naturalesa flexible del cautxú. Un pneumàtic en una màquina de filar lliure pot no experimentar la mateixa distorsió centrífuga, distorsió de la calor, ni el pes i la cambra que experimentaria en un vehicle. Per tant, l'equilibri dinàmic pot crear nous desequilibris no desitjats.
L'equilibri dinàmic ha requerit tradicionalment l'eliminació de la roda del vehicle, però els sensors instal·lats en els cotxes moderns, com ara els frens antiblocatge, podrien permetre estimar el desequilibri durant la conducció.

### La física de l'equilibri dinàmic
En una primera aproximació, que descuida les deformacions per la seva elasticitat, la roda és un rotor rígid que està obligat a girar al voltant del seu eix. Si un eix principal del moment d'inèrcia de la roda no està alineat amb l'eix, a causa d'una distribució de massa asimètrica, és necessari un parell extern, perpendicular a l'eix, per forçar la roda a girar al voltant de l'eix. Aquest parell addicional l’ha de proporcionar l'eix i la seva orientació gira contínuament amb la roda. La reacció a aquest parell, per la tercera llei de Newton, s'aplica a l'eix, que el transfereix a la suspensió i pot fer que vibri. Els tècnics d’automoció poden reduir aquesta vibració a un nivell acceptable en equilibrar la roda afegint petites masses a les llandes de la roda interior i exterior que porten l'eix principal a l’alineació amb l'eix.

## Vibració del vehicle
a vibració als automòbils pot produir-se per molts motius, com ara el desequilibri de les rodes, la forma imperfecta dels pneumàtics o de les rodes, la pulsació del fre i la transmissió, suspensió o components de direcció desgastats o solts. Els materials estranys, com ara quitrà de la carretera, pedres, gel o neu, que s'enganxen a la banda de rodament d’un pneumàtic o s'adhereixen al pneumàtic o a la roda d’una altra manera també poden provocar un desequilibri temporal i vibracions posteriors.

## Conseqüències mediambientals
Cada any, els tècnics de l’automòbil els equilibren amb milions de contrapesos petits. Tradicionalment, aquests contrapesos s'han fet de plom ; s'estima que fins a 500.000 lliures de plom, després d'haver caigut de les rodes del cotxe, van acabar al medi ambient. Segons l'Agència de Protecció del Medi Ambient dels Estats Units, a tot el món aquestes sumen més de 20.000 tones anuals de plom i, per tant, es fomenta l'ús de materials menys tòxics. A Europa, el pes del plom està prohibit des del 2005; als Estats Units, alguns estats també els han prohibit. Les alternatives són contrapesos fets d’aliatges de plom que inclouen zinc o coure, o bé contrapesos totalment lliures de plom. A més, els productes d'equilibri intern dels pneumàtics són una alternativa factible a l'equilibri dels pneumàtics. Són productes que s'introdueixen al pneumàtic quan es munta a la llanta, eliminant així l’ús de contrapesos.